# Локощенко, Александр Михайлович
Локо́щенко Алекса́ндр Миха́йлович (5 ноября 1938, Горький — 29 августа 2022, Москва) — советский и российский учёный-механик, доктор физико-математических наук (1986), профессор (1992), заместитель директора Института механики МГУ (2001—2015), заведующий лабораторией (с 2003).

## Биография
Родился в семье инженеров-авиастроителей. Отец — Локощенко М. А. (1906—1983), мать — Потиха Л. И. (1909—1989).
С 1942 года живёт в Москве. После окончания в 1960 году механико-математического факультета МГУ работает в Институте механики МГУ; с 2001 по 2015 год — заместитель директора института по научной работе, с 2003 г. — заведующий лабораторией ползучести и длительной прочности. Научную деятельность он постоянно совмещает с преподавательской работой (МГУ им. М. В. Ломоносова, МГТУ им. Н. Э. Баумана, Московский государственный индустриальный университет). Подготовил пять кандидатов наук.
В 1967 году защитил кандидатскую диссертацию на тему «Некоторые задачи релаксации и выпучивания элементов конструкций в условиях ползучести»; в 1986 году — докторскую диссертацию на тему «Исследование ползучести и длительной прочности металлов и их описание с помощью кинетических уравнений».
Лауреат Государственной премии РСФСР (1990) за разработку и экспериментальное обоснование математической теории ползучести и её приложений. Член Российского национального комитета по теоретической и прикладной механике (2001), член Научного совета по механике деформируемого твёрдого тела РАН (2002), академик Российской Академии естественных наук (2004).
Награждён медалями «Ветеран труда» (1986) и «В память 850-летия Москвы» (1997). Удостоен званий «Заслуженный научный сотрудник Московского университета» (2001), «Почётный работник науки и техники Российской Федерации» (2011). Почётный профессор Московского государственного индустриального университета (2010).

### Семья
Женат, имеет сына.
Сын — Локощенко Михаил, 1967 г. р., кандидат географических наук.

## Научная деятельность
Основные научные результаты А. М. Локощенко связаны с разработкой определяющих соотношений теории ползучести и длительной прочности металлов. Им проведён большой цикл экспериментально-теоретических фундаментальных исследований особенностей процесса ползучести металлов в различных условиях. Введён новый параметр повреждённости, позволяющий в процессе высокотемпературных испытаний определить остаточную долговечность элементов конструкций. Для анализа экспериментальных результатов им предложены определяющие уравнения кинетической теории ползучести нового типа.
Впервые предложил количественный метод определения критерия длительной прочности при сложном напряжённом состоянии. Для оценки осевого наклёпа тонкостенных труб А. М. Локощенко предложил метод вычисления коэффициента анизотропии длительной прочности и экспериментально его подтвердил.
А. М. Локощенко предложил новые уравнения для учёта влияния окружающей среды на ползучесть и длительную прочность материалов, ввёл понятие диффузионного фронта и описал взаимодействие фронта разрушения в процессе ползучести и диффузионного фронта. Им впервые с помощью предложенных систем определяющих и кинетических уравнений описан ряд экспериментальных результатов.
Впервые исследовано влияние величины рабочей длины образцов на длительную прочность и дано объяснение полученных результатов. Один из первых он исследовал явление виброползучести металлов при сложном напряжённом состоянии. Проведен комплекс исследований поведения цилиндрических оболочек под действием внешнего равнораспределённого давления; теоретический анализ дополнен экспериментальным исследованием, которое показало хорошее соответствие расчётных и опытных значений критических времён сплющивания оболочек. Выполнен анализ работы большого класса различных элементов конструкций в условиях ползучести.
А. М. Локощенко опубликовал более 250 научных работ в российской и зарубежной печати, в том числе 6 монографий. Работы А. М. Локощенко хорошо известны как в России, так и в других странах; полученные результаты использованы в нормативных документах Госстандарта и материалах Всесоюзного справочника. А. М. Локощенко является членом диссертационных советов ряда организаций. Он избирался в Оргкомитеты многих международных и российских конференций по механике; научный руководитель работ, выполняемых по проектам Международного научного фонда, международной ассоциации ИНТАС и Российского фонда фундаментальных исследований.

## Публикации

### Отдельные издания
- Бойцов Ю. И., Данилов В. Л., Локощенко А. М., Шестериков С. А.  Исследование ползучести металлов при растяжении. — М.: Изд-во МГТУ им. Н. Э. Баумана, 1997. — 98 с.
- Локощенко А. М.  Ползучесть и длительная прочность металлов в агрессивных средах. — М.: Изд-во МГИУ, 2000. — 132 с. — ISBN 5-211-04296-4.
- Локощенко А. М.  Моделирование процесса ползучести и длительной прочности металлов. — М.: Изд-во МГИУ, 2007. — 264 с. — ISBN 978-5-2760-1218-6.
- Локощенко А. М., Пушкарь Е. А.  Основы теории ползучести: Учебное пособие. — М.: Изд-во МГИУ, 2007. — 132 с. — ISBN 978-5-2760-1335-0.
- Локощенко А. М.  Ползучесть и длительная прочность металлов. — М.: Физматлит, 2016. — 504 с. — ISBN 978-5-9221-1645-9.

### Некоторые статьи
- Lokoshchenko A. M.  The application of an approximate analysis of the diffusion process for a description of creep and creep rupture // International Journal of Mechanical Sciences. — 2005. — Vol. 47, no.3. — P. 359—373.
- Kulagin D. A., Lokoshchenko A. M.  Analysis of the influence of aggressive environment on creep and creep rupture of rod under pure bending // Archive of Applied Mechanics. — 2005. — Vol. 74. — P. 518—525.
- Локощенко А. М.  Оценка эквивалентных напряжений при анализе длительной прочности металлов в условиях сложного напряжённого состояния // Известия РАН. Механика твёрдого тела. — 2010. — № 4. — С. 164—181.
- Локощенко А. М.  Виброползучесть металлов при одноосном и сложном напряжённых состояниях // Известия РАН. Механика твёрдого тела. — 2014. — № 4. — С. 111—120.
- Локощенко А. М., Фомин Л. В.  Длительное разрушение пластин при переменных изгибающих моментах в присутствии агрессивной среды // Прикладная математика и механика. — 2016. — № 2. — С. 276—284.
- Локощенко А. М., Фомин Л. В., Ларин Н. С.  Длительная прочность стержней, растягиваемых в агрессивной среде, при различных двухсвязных формах их поперечных сечений // Прикладная математика и механика. — 2021. — № 1. — С. 66—88.